# ベオグラード級駆逐艦
| ベオグラード級駆逐艦         | ベオグラード級駆逐艦 |
| 艦級概観                     | 艦級概観 |
| ---------------------------- | --- |
| 艦種                         | 駆逐艦 |
| 艦名                         | ベオグラード級 |
| 前級                         | ドゥブロヴニク (駆逐艦) |
| 次級                         | スプリト (駆逐艦) |
| 性能諸元(()内は竣工時のもの) | |
| 排水量:                      | 基準：1,210トン（1,230トン） 満載：1,655トン（1,682トン）                                                                  |
| 全長:                        | 98.0m |
| 全幅:                        | 9.45m |
| 吃水:                        | 3.18m |
| 機関:                        | ヤーロー式重油専焼水管缶3基 +パーソンズ式（「ベオグラード」はカーチス式）ギヤード・タービン2基2軸推進                      |
| 最大出力:                    | 44,000hp |
| 最大速力:                    | 38.0ノット |
| 航続性能:                    | 12ノット/1,600海里（重油：120トン）                                                                                        |
| 乗員:                        | 145名 |
| 兵装:                        | シュコダ 12cm（46口径）単装速射砲4基 4cm（56口径）連装機関砲2基、 12.7mm機銃単装2基、 55cm水上三連装魚雷発射管2基 機雷30発 |

ベオグラード級駆逐艦（ベオグラードきゅうくちくかん、Beograd class Destroyer）はユーゴスラビア王国海軍（en:Royal Yugoslav Navy）の駆逐艦の艦級である。

## 概要
本級はユーゴスラビア王国海軍が自国の沿岸防御のためにフランスに設計を依頼して3隻が建造されたクラスである。設計にはフランス海軍のラドロア級駆逐艦をタイプシップとしたが、機関配置はボイラー3基を前部に1基、後部に2基を配置するシフト配置だが、ボイラー形式をイギリス式とした際に4本煙突から2本煙突へとマイナーチェンジされていた。
1番艦の建造はフランスのロワール造船所、2番艦と3番艦は自国のスプリトで行われた。兵装はチェコスロバキアのシュコダ社とイギリスのヤーロー社による複雑な調達方法を採っている。
就役後に第二次世界大戦が勃発し、イタリアに接収されてしまい、3隻とも自沈したが1番艦と2番艦は浮揚・修理されてイタリア海軍駆逐艦として竣工した後、今度はドイツ陸軍に接収を受けてドイツ海軍駆逐艦として就役した艦がある稀有な戦役を持つ。

## 艦形
本級の船体は艦首乾舷の高い短船首楼型船体で外洋での凌波性の良好なクリッパー式艦首を持っていた。艦首甲板上に「12cm（46口径）速射砲」を防盾の付いた単装砲架で背負い式に2基、その後ろに近代的な箱型の艦橋と単脚式の前部マストが立ったところで船首楼が終了し、一段下がった中央部に2本煙突が立つ。煙突の周りは艦載艇置き場となっており、片舷2組ずつのボート・ダビッドにより運用された。2番煙突を基部に立つ後部マストの下の中央部甲板上に55cm魚雷発射管が三連装で直列に2基が配置されていた。後部甲板上に3番・4番主砲が後向きに背負い式に2基配置された。

## 主砲、その他の備砲と雷装
主砲は前述の通りのシュコダ社製、新設計の「Skoda1939 12cm（46口径）砲」を採用した。この砲は自由装填方式を採用しており、どの角度からでも装填が出来た。俯仰角は最大仰角35度から俯角10度までの間で、重量24kgの徹甲弾を仰角35度で最大射程16,500mまで飛ばせた。旋回角度は艦首方向を零度として左右共に150度に旋回でき、動力は人力である。毎分10発を発射できる速射砲である。
他に対空用として「ボフォース 40mm（56口径）機関砲」を連装砲架で2基装備している。他には12,7mm機銃を単装砲架で2基装備した。他に、主砲では対抗不能な相手用に55cm三連装魚雷発射管を船体中央部に直列で2基配置された。

## 同型艦
ベオグラード（Beograd）
1936年にフランスのロワール造船所で起工、1937年12月23日に進水、1939年8月に就役。就役後1941年にイタリア軍に接収されイタリア海軍にて「セベニーコ （Sebenico）」として1941年4月17日就役、1943年9月にドイツ海軍に接収されドイツ海軍「TA43」として就役し、1945年5月1日にトリエステで自沈処分。
リュブリャナ(Ljubiana)
1936年にスプリト造船所で起工、1938年6月28日に進水後にイタリア軍に接収され、イタリア海軍にて「ルビアーナ（Lubiana）」として1941年4月17日就役、1943年4月沈没。
ザグレブ（Zagreb）
1936年にスプリト造船所で起工、として1938年3月30日進水、1939年4月に竣工。ドイツ軍・イタリア軍のユーゴスラビア侵攻時に1941年4月17日自沈処分。